# Marun (gisement)
Le gisement pétrolier  de Marun ou Mārūn-e Jāyzān est parmi les plus importants d'Iran, dans la province du Khuzestan. C'est l'un des cinq principaux gisements du pays, avec Ahvaz, Aghadhari, Azadegan et Gatchsaran - tous situés dans le Khouzistan.
Découvert en 1963, le champ est exploité par des puits onshore.  Le champ produit quelque 520 000 barils de pétrole par jour.  Le montant total des réserves prouvées du gisement de Marun est d'environ 46,7 milliards de barils, faisant de ce champ le 3e plus grand dans le pays.